# Sæter (Troms)
Sæter est une localité du comté de Troms, en Norvège.

## Géographie
Administrativement, Sæter fait partie de la kommune de Dyrøy.